# 선진화시민행동
선진화시민행동은 보수단체인〈선진화국민회의〉가 대중단체로 변신한 대한민국의 시민단체이다. 2008년 8월 28일 대표적인 뉴라이트 인사로 손꼽히는 서경석 목사를 비롯하여, 《시민과 함께하는 변호사들》 이헌 사무총장과 단국대 손상목 교수, 서울여대 구본태 객원교수, 《행복세상만들기운동본부》 박성철 회장, 서울디지털대(전 세종대) 최석만 교수,건국대 맹원재 전총장,《한국대학법인회》 송영식 사무총장, 《뉴라이트 학부모연합》 이계성 정책위원장 등이 발기인으로 참여하였다.

## 개요
선진화시민행동은 창립선언문에서 2008년 대한민국의 촛불 시위를 〈나라를 뒤흔드는 대한민국의 좌파 세력〉으로 규정하고, 이러한 세력과 결연히 맞서 싸워야 함을 강조하였다. 2008년 9월 23일 창립선언문을 통해 활동 방향에서 다음과 같은 것은 제시하였다.
1. 이명박 정부는 나라를 위해 꼭 필요한 개혁이라면 반드시 실천에 옮겨야 한다. 촛불시위의 콤플렉스에서 벗어나지 못해 좌파의 눈치를 보면서 우물쭈물해서는 절대 안 된다. 특별히 《수도권 규제개혁》, 《교육평준화 폐지》, 《공기업 개혁》, 《사학법 폐지》, 전교조 불법화, 광역자치단체의 광역화를 통한 지역분권화 실현과 행정구역개편, 《노사관계 선진화》, 《농업포퓰리즘의 청산과 경쟁력 있는 강한 농업육성》, 생태사회의 실현 등을 강력하게 추진해야 한다. 다만 선진국으로 가기 위해 이러한 개혁이 꼭 필요하다는 점을 미리 국민에게 충분히 납득시켜야 한다.
2. 시민사회, 학계, 종교계와 함께 국정 운영을 해야 한다.
3. 대북관계에 있어서 퍼주기식 관계를 유지해서는 안되며, 핵폐기를 최우선 과제로 삼고, 북한 인권개선을 목표로 삼아야 한다.
4. 기업하기 좋은 나라, 돈 벌기 좋은 나라를 추구하되, 가난한 사람들이 고통을 겪고 부자가 특권을 누리는 나라가 되어서는 안 된다.
5. 광우병 촛불시위와 같은 세력이 나라를 흔들 때 온몸을 던져 이들과 싸운다.
6. 이명박 정부가 가진 자의 편에 서서 가난한 사람들을 외면하지는 않는지 철저하게 감시한다.
7. 이명박 정부가 지난 정권과 가까운 사람들에 대한 정치보복식의 세무조사와 수사를 하지 않는지 감시한다.
8. 온라인 활동을 강화하여 온라인에서 친북좌파와 싸우고, 열심히 회원들을 조직하고 홍보활동에 나서는 회원이 된다.

## 활동내역
- 2008년 6월 13일 촛불반대 1인시위 - 서경석 목사 외
- 2008년 6월 21일 시국안정및 경제안정 시민대회 - 서경석
- 2008년 7월 24일 촛불반대 지식인 1,963명 성명서 발표
- 2008년 7월 25일 서울시 교육감후보 단일화촉구 범보수 공동기자회견 - 전교조 대항
- 2008년 7월 28일  선진화시민행동 발기인 모임
- 2008년 6월 25  부시환영집회 참여
- 2008년 9월 10일  《선진화 교수협의회》 창립 시작히여, 촛불집회의 중단을 촉구하는 서명을 한 천4백명의 교수를 중심으로 교수협의회 결성
- 2008년 9월 18일 교육선진화 운동 창립 시작, 상임대표로는 오인탁 연세대명예교수를 추대하고 공동대표에는 배호순교수, 김진성박사, 이계성선생, 외 2명이 공동대표로 추대됨. 교육선진화운동은 사학법폐지, 평준화폐지, 전교조불법화를 주요 목표로 삼고 이를 관철시키는 운동을 전개하기로 함.
- 2008년 9월 19일 수도권규제개혁 국민운동본부 창립 준비 세미나
- 2008년 9월 22일 선진화시민행동 공동대표 확정, 상임대표로 서경석 목사를, 공동대표로 구본태 서울여대 교수, 맹원재 전 건국대 총장, 박영구 광주선진화시민행동 상임대표, 최창학 나눔과 기쁨 공동대표, 오인탁 연세대 명예교수, 박건우 한국도요다 회사 회장 등 6인, 사무총장에 문기준씨 확정.[3]
- 2009년 4월 17일 선진화교수연합 창립 총회 및 세미나를 가지고, 독립적인 단체로 출범. 유양근, 김진순 교수를 공동대표로, 최석만 선진화시민행동 사무총장이 창립선언문을 낭독하고, 서경석 목사가 축사를 담당하였다.[4]

- 2009년 6월 12일 선진화교수연합과 선진화시민행동 공동명의로 《나라를 사랑하는 교수 시국선언》이라는 표제로 《국민화합과 민주주의를 위협하는 왜곡선동 세력을 경계한다》라는 제목의 시국선언문 기자 회견을 가졌고, 《노무현 대통령은 실패한 대통령이었다》고 규정하고, "대통령을 지내신 분이 명예가 파탄났다고 해서 곤욕을 견디지 못하고 자살을 선택한 행위는 절대로 미화되면 안 될 일"이라고 주장했다. 또한 "검찰수사가 시간을 끄는 등 지적할 점은 있지만 결정적으로 잘못한 것은 없다"는 주장을 하였다. 이날 시국 선언문은 133인의 명의로 발표되었으며, 이날 조선대 교수 등 일부가 명의도용된 사실이 밝혀졌다.[5]
- 2009년 6월 17일 나라를 사랑하는 지식인 시국선언 - 시국선언 반대 시국선언[6]